# Мюллер, Альбрехт
А́льбрехт Кри́стоф Мю́ллер (нем. Albrecht Christoph Müller; 4 ноября 1939 или 4 ноября 1938, Ольденбург — 24 мая 2018, неизвестно) — немецкий гребец, выступавший за сборную ФРГ по академической гребле в первой половине 1960-х годов. Чемпион Европы, победитель и призёр регат национального значения, участник летних Олимпийских игр в Токио. Также известен как тренер и спортивный функционер.

## Биография
Альбрехт Мюллер родился 4 ноября 1939 года в городе Ольденбург. Проходил подготовку в Дюссельдорфе в местном гребном клубе «Германия Дюссельдорф 1904».
Впервые заявил о себе в гребле в сезоне 1962 года, когда вместе с напарником Йохеном Берендесом завоевал серебряную медаль в парных двойках на чемпионате Западной Германии. Год спустя с другим партнёром Манфредом Миссельхорном вновь стал серебряным призёром в той же дисциплине.
Наиболее успешным сезоном в спортивной карьере Мюллера оказался сезон 1964 года — в это время он стал чемпионом ФРГ в безрульных распашных четвёрках, вошёл в основной состав западногерманской национальной сборной и побывал на чемпионате Европы в Амстердаме, откуда так же привёз награду золотого достоинства. Благодаря череде удачных выступлений попал в Объединённую германскую команду и удостоился права защищать честь страны на летних Олимпийских играх в Токио — стартовал здесь в составе четырёхместного безрульного экипажа совместно с такими гребцами как Гюнтер Шроэрс, Хорст Эфферц и Манфред Миссельхорн. Их команда находилась в числе главных фаворитов, однако в финале немецкие гребцы финишировали лишь шестыми, не сумев попасть в число призёров.
Впоследствии Альбрехт Мюллер больше не показывал сколько-нибудь значимых результатов на международной арене. Проявил себя как тренер по академической гребле и спортивный функционер.
Умер 24 мая 2018 года в возрасте 78 лет.